# Niederalteich
Niederalteich este o comună aflată în districtul Deggendorf, landul Bavaria, Germania.

## Monumente
- Mănăstirea Niederaltaich, cu două obști călugărești (una de rit latin și una de rit bizantin)